# Córka żelaznego smoka
Córka żelaznego smoka (ang. The Iron Dragon’s Daughter) – amerykańska powieść science fantasy, której autorem jest Michael Swanwick. Jej pierwsze wydanie ukazało się nakładem Millennium w 1993, a pierwsze polskie wydanie ukazało się w 2012 w tłumaczeniu Wojciecha Próchniewicza, nakładem wydawnictwa Mag. Powieść została połączona w jednym tomie z drugim tomem z cyklu pod tytułem Smoki Babel, a ukazała się w ramach serii „Uczta Wyobraźni”. Jej główna bohaterka to ludzki podmieniec, Jane. Pracuje ona jako niewolnica w fabryce smoków w świecie wróżek, budując częściowo magiczne, częściowo cybernetyczne potwory, które są używane jako myśliwce odrzutowe. Powieść ma spiralną konstrukcję, a wydarzenia i postacie stale powtarzają się w nowych sceneriach.

## Fabuła
Pierwsza część opowiada o dzieciństwie Jane w fabryce, która produkuje żelazne smoki. Dziewczynka, wraz ze swoim przyjacielem Kogutem (którego prawdziwe imię to Tetigistus), pracują wśród innych dzieci. Pewnego razu Jane kradnie magiczną księgę, a po jej przeczytaniu w swojej głowie zaczyna słyszeć głos żelaznego smoka. Pewnego razu zostaje zabrana, aby zabawiać starszego, milczącego elfa o imieniu Baldwynn, ale gdy jest świadkiem dziwnego zjawiska arystokracja zabrania jej wracać. Smok manipuluje Kogutem tak, aby ten spróbował uciec, jednak ten ginie w trakcie. Zrozpaczona Jane zmusza smoka, aby ten wyjawił jej swoje prawdziwe imię, które brzmi Melanchthon. Wspólnie uciekają z fabryki.
Jane uczęszcza do liceum, naprawiając uśpionego smoka, który został uszkodzony w trakcie ucieczki. Odkrywa, że dyrektorem szkoły jest Baldwynn i zaprzyjaźnia się z kolegą z klasy, Peterem, oraz jego dziewczyną Gwen. Ta jednak ma wkrótce zostać spalona na stosie jako ofiara dla Bogini. Dlatego też korzysta z życia i mimo swojej miłości do Petera, ma wielu kochanków. Gdy Peter i Jane zostają sami, chłopak wyznaje jej, że jego prawdziwe imię to Tetigistus. Wyznają sobie miłość i śpią razem. Wkrótce Gwen zostaje złożona w ofierze, a Peter popełnia samobójstwo. Smok odchodzi. Jane zdaje sobie sprawę, że to jego manipulacja spowodowała te wydarzenia.
Jane trafia na studia, gdzie studiuje alchemię. Poznaje nowych przyjaciół: utalentowaną Sirin oraz Puka, który dziwne ją przyciąga. Wkrótce odkrywa, że chłopak ma tę samą duszę, którą mieli Peter oraz Kogut: jego prawdziwe imię to również Tetigistus. Podejrzewa, że Sirin może mieć tę samą duszę, co Gwen. Gdy nachodzi noc Dziesięciny, jej przyjaciele umierają. Jane spotyka się ze smokiem, który pokazuje jej, że życie kręci się wokół tych samych porażek i ujawnia swój ostateczny plan zniszczenia wszechświata. Jane, czując, że istnienie jest daremne, zgadza się mu pomóc.
Jane staje się pomniejszą celebrytką i seryjną morderczynią. Wykorzystuje ciała swoich ofiar jako paliwo dla Melanchthona. Gdy spotyka smoczego pilota o imieniu Rocker, zdaje sobie sprawę, że to kolejny Tetigistus, a jego przyrodnia siostra,  Fata Incolore, nosi imię Kunosoura, które nosiły również Sirin i Gwen. Jane spotyka również Baldwynna, który pokazuje jej, że jej własne ciało w świecie ludzi jest zamknięte w zakładzie psychiatrycznym. Po tym, jak Jane śpi z Rocketem, wraz ze smokiem wciela w życie plan zniszczenia wszechświata. Ukochany Jane ściga ich w swoim smoku. Dziewczyna jest zmuszona go wysadzić, zabijając Tetigistusa po raz kolejny. Gdy zbliżają się do spiralnego zamku, będącego centrum wszechświata, smok rozpuszcza się, a ona zdaje sobie sprawę z tego, że ich plan był od początku skazany na porażkę.
Jane trafia do spiralnego zamku. Tam przebywa również Baldwynn, ujawniający, że jest jednym z małżonków Bogini. Zabiera dziewczynę do niej, a ta strofuje Jane za marnotrawienie swojego związku z Tetigistusem i Kunosourą. Dziewczyna przeżywa kryzys egzystencjonalny.
Dziewczyna wraca do świata śmiertelników, niepewna, czy jest karana. Zostaje wypuszczona ze szpitala i kontynuuje naukę, aby zdobyć doktorat z chemii. W trakcie imprezy z przyjaciółką dostrzega mężczyznę do którego natychmiast czuje przyciąganie. Powieść nie rozwiewa jednak wątpliwości co do tego, czy Jane ponownie spotkała się z Tetigistusem i czy znalazła szansę na odkupienie.

## Ton powieści
Duża część powieści ma nihilistyczny ton. Jane spotyka Tetigistusa i Kunosourę kilka razy i za każdym razem stawia na pierwszym miejscu swoje własne przetrwanie, co skutkuje ich śmiercią. Nie jest również pozytywną moralnie bohaterką, stając się manipulującą złodziejką, gotową zabijać, aby osiągnąć swoje cele. Smok zaś uosabia nihilizm i ateizm, mówiąc Jane, że Bogini to mit, a świat zmierza donikąd.
Zakończenie ma jednak ostrożnie pesymistyczną nutę. Spotkanie Jane i Bogini ujawnia, że w rzeczywistości wszechświat ma swój porządek i że choć zmarnowała je zmarnowała, Jane miała przeznaczenie. Odmawia ona jednak odpowiedzi na pytania dotyczące tego, dlaczego świat jest tak bolesny, czy wybór jest iluzją i czego chce Bogini. Dziewczyna zaczyna zdawać sobie sprawę z miłości Bogini do niej i że jej życie w ludzkim świecie nie jest karą. Ostatnia scena sugeruje, że bohaterka mogła połączyć się z ukochanym, co oznaczałoby, że Bogini jej wybaczyła i dała jej kolejną szansę na wypełnienie przeznaczenia.

## Odbiór
Córka żelaznego smoka została pochwalona za swoją przewrotność w fantastycznych motywach oraz za pomysłowy styl oraz narrację. Krytyk John Clute nazwał książkę „anty-fantasy”, a Kirkus opisał ją jako „kipiącą, rozsadzającą mózg, niemal nie do opisania”. Powieść zdobyła nominację do nagrody Arthura C. Clarke’a, nagrody Locusa i World Fantasy Award. W 1994 dziennik „New York Times” uznał ją za godną uwagi książkę.